# Requena

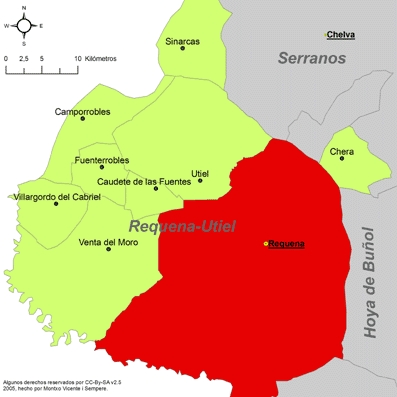
Położenie gminy na mapie comarki Plana d'Utiel.

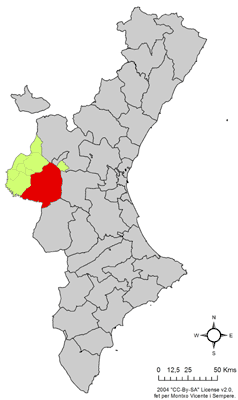
Położenie gminy na mapie Walencji.

Requena – gmina w Hiszpanii, we wspólnocie autonomicznej Walencja, w prowincji Walencja, w comarce Plana de Utiel-Requena.
Powierzchnia gminy wynosi 814,2 km². Zgodnie z danymi INE, w 2005 roku liczba ludności wynosiła 20.046, a gęstość zaludnienia 24,62 osoby/km². Wysokość bezwzględna gminy równa jest 692 metry. Współrzędne geograficzne gminy to 39° 29’ 10” N 1° 06’ 06” W. Kod pocztowy do gminy to 46340. Obecnym burmistrzem gminy jest Adelo Montés Diana z Hiszpańskej Socjalistycznej Partii Robotniczej.

## Dzielnice ipedanías
W skład gminy wchodzi 25 dzielnic i pedanías, walencyjskich jednostek administracyjnych. Są to: El Azagador, Barrio Arroyo, Calderón, Campo Arcís, Casas de Cuadra, Casas del Río, Casas de Soto, Casas Eufemia, El Derramador, El Pontón, El Rebollar, Fuenvich, Hortunas, La Portera, Los Cojos, Las Nogueras, Los Duques, Los Isidros, Los Pedrones, Los Ruices, Penén de Albosa, Roma, San Antonio, San Juan i Villar de Olmos.

## Demografia
| 12.029 | 14.457 | 16.236 | 17.658 | 18.818 | 17.650 | 19.422 | 20.253 | 18.933 | 17.840 | 18.152 | 17.014 | 19.092 | 20.046 |